# Guerra de los Seis Días

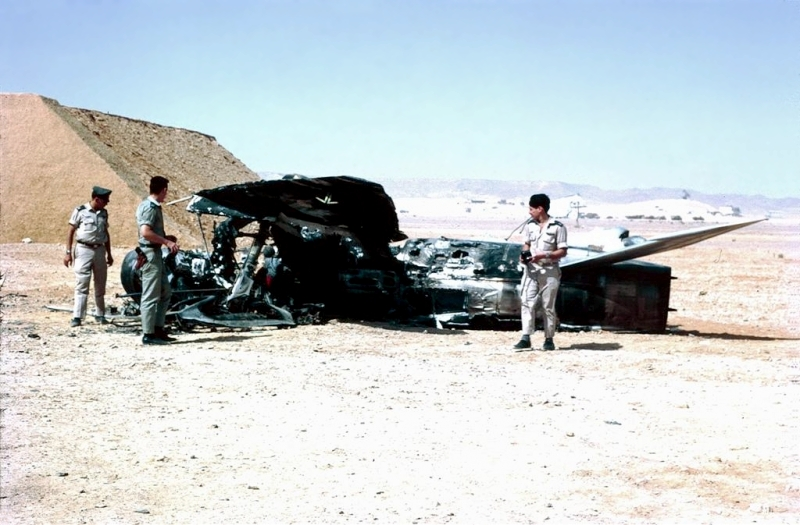
Oficiales de la Fuerza Aérea Israelí junto a un avión egipcio destruido.

La guerra de los Seis Días (en hebreo: מלחמת ששת הימים‎, romanizado: Miljemet sheshet ha-yamim; en árabe: النكسة‎, romanizado: an-Naksah, lit. 'el Revés') —también conocida como la guerra de 1967 (en árabe: حرب 1967‎) o la guerra de junio de 1967— fue un conflicto bélico que enfrentó a Israel con una coalición árabe formada por la República Árabe Unida —denominación oficial de Egipto por entonces—, Siria, Jordania e Irak entre el 5 y el 10 de junio de 1967.
Hostilidades militares estallaron en medio de malas relaciones entre Israel y sus vecinos árabes, que habían estado cuestionando los Acuerdos de Armisticio de 1949 firmados al final de la primera guerra árabe-israelí.
El rechazo de los países árabes a la existencia de Israel produjo una situación de continuas hostilidades en tres fronteras: en el Norte, desde los Altos del Golán, Siria bombardeaba comunidades judías en el valle debajo de manera regular; tanto en el Sur, en la Franja de Gaza controlada por Egipto, como al Este, en Cisjordania controlada por Jordania, se filtraban ataques sobre poblados que mataron a más de 400 israelíes civiles durante 19 años.
En 1956, tensiones regionales sobre los Estrechos de Tirán escalaron en lo que se conoció como la Crisis de Suez (o guerra del Sinaí), cuando Israel invadió Egipto por el cierre egipcio de los corredores marítimos a los navíos israelíes, lo que finalmente resultó en la reapertura de los Estrechos de Tirán a Israel, así como el despliegue de la Fuerza de Emergencia de las Naciones Unidas (FENU) a lo largo de la frontera entre Egipto e Israel. En los meses previos al estallido de la guerra de los Seis Días en junio de 1967, las tensiones volvieron a aumentar peligrosamente: Israel reiteró su posición post-1956 de que otro cierre egipcio de los Estrechos de Tirán a la navegación israelí sería un casus belli definitivo. Además, el suministro de agua de Israel se encontraba bajo amenaza desde el momento en que el gobierno de Siria inició, en 1964, el desvío del flujo de la fuente de agua del Río Jordán.
El 11 de mayo de 1967, luego de una serie de ataques terroristas en Israel, el Secretario General de la ONU, U Thant, declaró que los ataques a los israelíes eran "deplorables, insidiosos, contrarios a la letra y al espíritu de los acuerdos de armisticio, y una amenaza a la paz en la zona."
Pese a las declaraciones del titular de la ONU, el conflicto continuó escalando cuando el 14 de mayo de 1967 el presidente egipcio Gamal Abdel Nasser hizo movilizar a su ejército a lo largo de la frontera con Israel a partir de información falsa proporcionada por la Unión Soviética, aliada de Egipto. Reunió 1.000 carros de combate, artillería pesada, y unos 100.000 soldados en la frontera con Israel. El 16 de mayo, Nasser ordenó la retirada inmediata de todo el personal de la FENU de la península del Sinaí. Desde la Crisis de Suez, esa zona se había encontrado desmilitarizada y en total monitoreo por parte de la ONU a ambos lados de la frontera con la finalidad de garantizar la paz. El 18 de mayo de 1967, RadioCairo, la emisora radial controlada por el gobierno Egipcio transmitió un mensaje oficial: "Desde el día de hoy, ya no existe una fuerza de emergencia internacional que proteja a Israel. El único método que aplicaremos será una guerra total que resultará en el exterminio de la existencia sionista."  
Israel respondió con una movilización que incluyó el reclutamiento de 70.000 reservistas para aumentar el número ordinario de las Fuerzas de Defensa.
El 23 de mayo de 1967, el presidente egipcio Nasser anunció que los Estrechos de Tirán volvían a quedar cerrados a los buques de bandera israelí o que llevaran materiales estratégicos hacia Israel, operación por la que recibió un fuerte apoyo de otras naciones árabes. La acción violaba la resolución 118 del Consejo de Seguridad de las Naciones Unidas y fue condenada enérgicamente por el presidente de Estados Unidos, Lyndon Johnson.
El 5 de junio de 1967, Israel, temiendo un ataque inminente, lanzó una serie de ataques aéreos preventivos contra pistas de la fuerza aérea egipcia y otras de sus instalaciones, dando inicio a su esfuerzo bélico. Las tropas egipcias fueron tomadas por sorpresa, y casi todos los recursos militares aéreos de Egipto fueron destruidos, dando a Israel superioridad aérea. De manera simultánea, el ejército israelí lanzó una ofensiva terrestre en la Península del Sinaí egipcia, así como en la Franja de Gaza, que entonces pertenecía a Egipto. Tras alguna resistencia inicial, Nasser ordenó que se evacuara la Península del Sinaí, y para el sexto día del conflicto, ésta había sido ocupada en su totalidad por Israel. Jordania, que había firmado un pacto de defensa con Egipto apenas una semana antes de que estallara la guerra, no tomó un rol ofensivo generalizado contra Israel. No obstante, sus fuerzas se habían puesto bajo el mando de un general egipcio, y atacó las ciudades israelíes de Jerusalén y Netanya para ralentizar el avance israelí. Al quinto día, Siria se unió a la guerra bombardeando posiciones israelíes en el norte. 
Egipto y Jordania acordaron un cese al fuego el 8 de junio, y Siria el 9 de junio, y se firmó con Israel el 11 de junio. La guerra de los Seis Días resultó en más de 20 000 bajas árabes, mientras que Israel sufrió menos de 1000 bajas. Además de las bajas entre combatientes, 20 civilies israelíes murieron en los ataques aéreos sobre Jerusalén, 15 cascos azules murieron durante los ataques israelíes en el Sinaí al comienzo del conflicto, y 34 estadounidenses murieron en el Incidente del USS Liberty, en el que la fuerza aérea israelí impactó un barco de investigación técnica de la Armada de los Estados Unidos.
Para el momento del cese de hostilidades, Israel había conquistado la península del Sinaí y la Franja de Gaza de manos de Egipto, Cisjordania y Jerusalén Este (incluyendo la Ciudad Vieja) de manos de Jordania, y los Altos del Golán de manos de Siria. El desplazamiento de poblaciones civiles como resultado de la guerra de los Seis Días habría de tener consecuencias de largo plazo, en tanto de 280.000 a 325.000 palestinos y 100.000 sirios escaparon o fueron expulsados de Cisjordania y los Altos del Golán respectivamente.Nasser renunció avergonzado tras la victoria israelí, pero luego regresó al poder tras una serie de protestas por todo Egipto. Tras los eventos del conflicto, Egipto cerró el Canal de Suez hasta 1975, lo que llevó con el tiempo a la crisis energética de los setenta y a la crisis petrolera de 1973, causadas por el impacto en el transporte de petróleo proveniente del Medio Oriente hacia Europa a través del Canal de Suez.
La guerra de los Seis Días se inscribe dentro del conjunto de guerras libradas entre Israel y sus vecinos árabes, tras la creación del Estado de Israel (1948) en parte del Mandato británico de Palestina. Estos seis días de 1967 concitaron la atención mundial y resultaron claves en la geopolítica de la región: sus consecuencias han sido profundas, extensas y se han mantenido hasta el presente; han tenido también una influencia decisiva en numerosos acontecimientos posteriores, como la guerra de Desgaste (1967-1970), la guerra de Yom Kipur (1973), la masacre de Múnich (1972), la polémica sobre los asentamientos judíos y el estatus de Jerusalén (1980), los acuerdos de Camp David (1978) y de Oslo (1993) o la Intifada (1987-1993, 2000-2005).

## Antecedentes
En 1947, la ONU estableció un plan para la división del Mandato Británico de Palestina en dos estados, uno judío y otro árabe, de forma que Jerusalén y Belén quedaban bajo control internacional. Los países árabes y los jerarcas de la comunidad árabe palestina rechazaron el plan y atacaron al recién creado Estado de Israel el mismo día de su proclamación, lo que dio lugar a la guerra árabe-israelí de 1948, que acabó con la victoria de los israelíes, su independencia definitiva y la ampliación del territorio de Israel. Por su parte, Egipto se apropió de la Franja de Gaza y Transjordania ocupó Cisjordania y parte de Jerusalén (rebautizando el país con el nombre de Jordania).
Los países árabes no aceptaron el resultado de esta guerra y continuaron con acciones de guerrilla contra Israel, lo que llevó a este país a intervenir junto a Francia y el Reino Unido en la guerra de Suez (1956). Esta guerra fue una victoria militar, pero una derrota política para los tres aliados, ya que la gran presión diplomática por parte de los Estados Unidos y de la Unión Soviética forzó a Francia, Inglaterra e Israel a retirar sus ejércitos. Por contra, a pesar de la derrota, el líder egipcio Gamal Abdel Nasser salió reforzado ante el mundo árabe ya que Egipto mantuvo el control del canal. A cambio de retirar sus ejércitos del Sinaí, Israel obtuvo indirectamente de Egipto el compromiso de detener sus envíos de armamento a las guerrillas que luchaban contra Israel. Como resultado, las relaciones entre Egipto e Israel se tranquilizaron (en la medida en que esto era posible) por un tiempo. Además, un cuerpo especial de la ONU, conocido como UNEF por sus siglas en inglés, fue desplegado en la península del Sinaí para interponerse entre israelíes y egipcios.

## Camino hacia la guerra
Sin embargo, la presión constante de la opinión pública de los países árabes forzaba a sus jerarcas a continuar la lucha contra Israel. Como parte de esta lucha, Egipto continuó apoyando guerrillas, e impulsó una alianza militar con Siria en 1966. Tanto Siria como Egipto estaban respaldados por la Unión Soviética.
El 17 de mayo de 1967, Egipto solicitó formalmente a la ONU la retirada de las tropas de interposición (UNEF), y comenzó a remilitarizar el Sinaí y la frontera con Israel. El 23 de mayo del mismo año, Egipto bloqueó los estrechos de Tirán, lo que según Israel contradecía las Leyes Marítimas de la ONU y era causa de guerra, aunque Egipto propuso llevar este bloqueo ante los tribunales internacionales. El 30 de mayo, la presión popular en Jordania logró apartar al rey Hussein de su tradicional alianza con las potencias occidentales y le obligó a unirse a la alianza egipcio-siria, a la vez que otorgaba el mando de sus fuerzas a un general egipcio. El 4 de junio, Irak se sumó a la coalición.
Aunque el gobierno de Israel no quería la guerra y la temía, los militares israelíes consideraban que era necesario atacar inmediatamente, porque sin la ventaja de la sorpresa, Israel no podría sobrevivir. Israel había movilizado a los reservistas y no podía mantener esa movilización indefinidamente. Ante la disyuntiva de atacar o desmovilizar, no habiendo recibido garantía alguna por parte de EE. UU. de que impulsaría una iniciativa internacional, y con el gobierno de Egipto dando muestras públicas diarias de su voluntad de no enfriar la situación, el gobierno de Israel olvidó sus reticencias y siguió el consejo de sus generales. Otras fuentes dudan de que los árabes, pese a toda la intensa retórica belicista y la acumulación de tropas en las fronteras, estuviesen realmente dispuestos a atacar a Israel.
Sin embargo, es sabido que Egipto no envió solo dos, sino siete divisiones (2.ª, 3.ª, 4.ª, Shazli Force, 6.ª, 7.ª y 20.ª) con 100 000 soldados y 1 000 carros, frente a la frontera israelí. Cinco divisiones estaban en el Sinaí y dos en Gaza. Estas cifras coinciden con las de otras fuentes, como por ejemplo: 

Egipto tenía apostadas siete divisiones, 100000 hombres y 1000 vehículos de combate.
Álvaro Abós. «La Guerra de los Seis Días». Hechos Políticos del siglo XX. Tomo 9. p. 41.

Esto no podía dejar ninguna duda a Rabín, ni sobre su cantidad (siete), ni sobre su disposición, ni sobre su propósito.
Menahem Begin, por aquel entonces del partido Gahal, también dijo años después:

En junio de 1967 otra vez teníamos una opción. La concentración de tropas egipcias en Sinaí no probaban que Nasser realmente fuera a atacarnos. Debemos ser honestos con nosotros mismos. Nosotros decidimos atacarle a él.
New York Times, 21 agosto de 1982.

Sin embargo, a juicio del presidente israelí Jaim Herzog (analista militar durante el conflicto), no era esta la opinión del mando militar israelí en 1967, ni es tampoco la de otros historiadores militares israelíes que se han ocupado extensamente de la guerra, como Michael B. Oren, que generalmente sostienen, a partir del estudio pormenorizado de los documentos y de entrevistas con sus protagonistas, que Israel no tenía otra opción desde el punto de vista militar. Así, Jaim Herzog sostuvo que, en la situación en la que se encontraba Israel, rodeado por un enorme ejército árabe que le superaba en efectivos, aviones y carros de combate, no tenía opción de especular sobre si estaban o no dispuestos realmente a atacarles, ya que carecía de «profundidad estratégica» en la que poder desplegarse y, por tanto, de posibilidad de respuesta:

En 1967, cuando se hizo evidente que la guerra estaba a la vuelta de la esquina, el mando israelí llegó a la conclusión de que no debía permitirse que los árabes hicieran el primer movimiento porque, por su propio peso, conseguirían una ventaja inicial que Israel no podría afrontar.

Otra prueba de que los árabes se preparaban para una guerra total contra Israel (y que era «inminente»), es que la prensa árabe preparaba al pueblo para la guerra desde el mes de mayo:

desde El Cairo y por otras emisoras de radio árabes preparaban a la opinión pública para la guerra y prometía la muerte y el exterminio de Israel. «Todo Egipto se halla ahora dispuesto a lanzarse a una guerra total que pondrá fin a Israel», declaraba el comentarista de Saut-al Arab, el 17 de mayo

«Nuestro objetivo básico será la destrucción de Israel. El pueblo árabe quiere luchar», dijo el Presidente Nasser el 27 de mayo.

Ahmed Shukairy, presidente de la OLP declaró: «Los judíos que sobrevivan a la guerra que es inminente, serían autorizados a permanecer en Palestina, pero no esperaba que muchos pudieran hacerlo».

Según fuentes soviéticas, se estaban produciendo incursiones israelíes en territorio sirio, incursiones que provocaron en Egipto la impresión de que Israel quería la guerra. Sin embargo, consta que diversos informes de inteligencia egipcia y siria, que Nasser conocía, semanas antes del inicio de la guerra, que no existía movimiento alguno de tropas israelíes.

## 1.erdía, 5 de junio: Operación Foco

La avanzadilla del Jordán. 5-7 de junio

La guerra comenzó el 5 de junio, cuando Israel lanzó la operación «Foco», ideada entre otros por Ezer Weizman. Esta operación consistía en una serie de ataques a primera hora de la mañana contra las bases aéreas egipcias, para atrapar a los aviones egipcios en tierra a la vuelta de su tradicional primera ronda al amanecer, alrededor de las 8:00 de la mañana. Israel poseía una información extremadamente detallada de las bases egipcias que iba a atacar (llegó a disponer de una lista completa de todos los pilotos egipcios y su rango), así que la hora de ataque fue escogida para destruir el máximo número de aviones enemigos en tierra.
La primera oleada atacó once bases, cogiendo a las escuadras egipcias desprevenidas y en tierra. Tras volver a Israel, verificar el estado físico de los pilotos y recargar combustible y municiones, en un lapso de tan solo siete minutos, la segunda oleada atacó catorce bases egipcias, regresando con pérdidas mínimas. Esa segunda oleada, tras aterrizar en sus bases y volver a repostar, dio paso a una definitiva y demoledora tercera oleada de ataque, que selló, inapelablemente, la suerte de las fuerzas aéreas de Egipto, Siria y Jordania. En los diversos ataques israelíes durante la mañana del 5 de junio, Egipto perdió 286 de sus 420 aviones de caza, así como 13 de sus bases aéreas más importantes y 23 estaciones de radar. Israel, por el contrario, perdió solo 19 de sus 250 cazas.
Las graves pérdidas sufridas por los egipcios, tanto en aviones como en bases de lanzamiento de aviones, dieron a Israel ventaja en los combates aéreos durante toda la guerra, lo que explica en gran parte el favorable desarrollo del conflicto para el bando israelí.

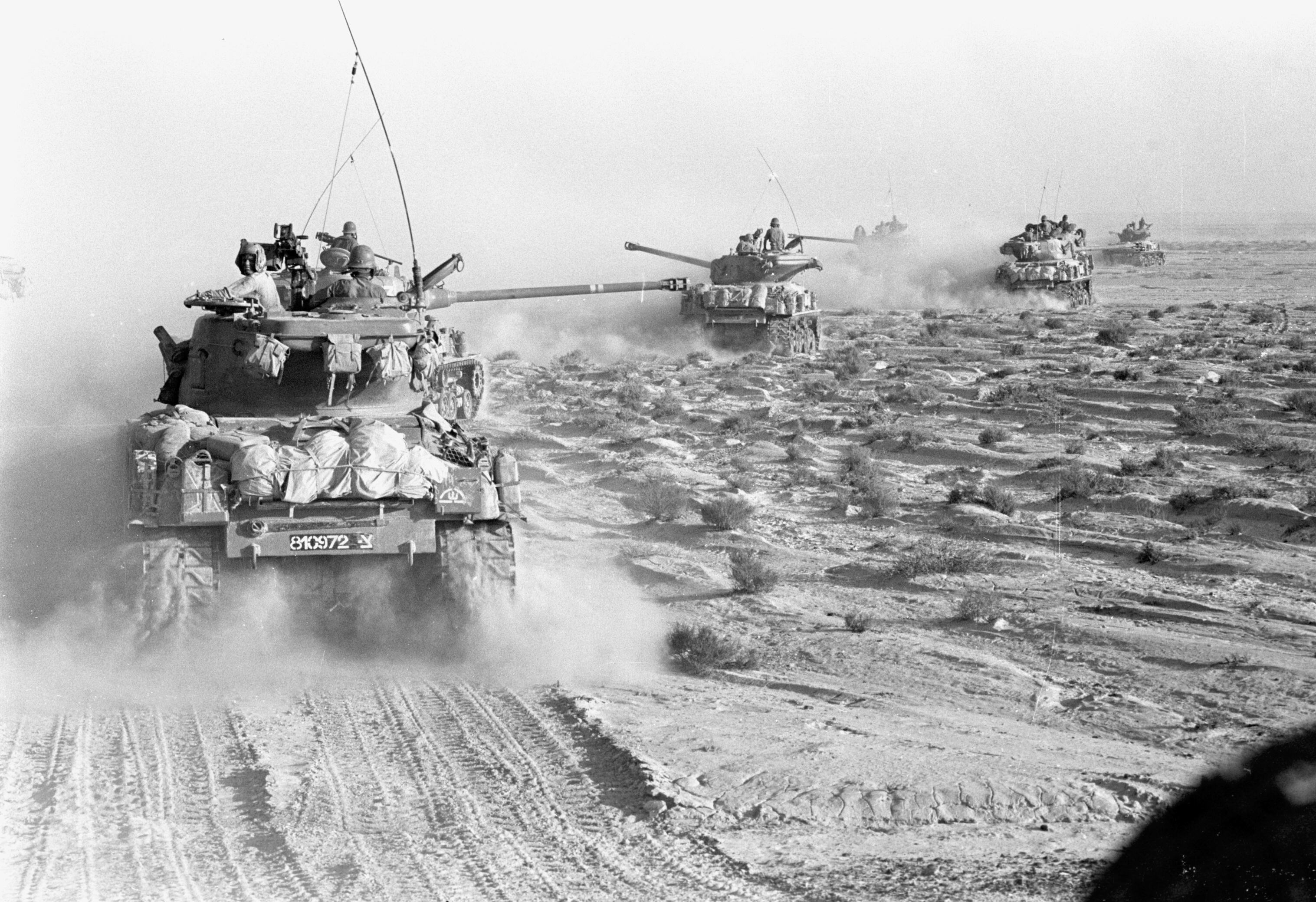
Tanques de la 14ª Brigada israelí avanzando en el desierto del Sinaí sobre el Eje Carmesí, en la batalla de Abu Ageila, el 5 de junio de 1967.

Pocos minutos después del comienzo de la Operación Foco, las fuerzas terrestres de Israel, divididas en 3 divisiones comandadas por Ariel Sharón, Abraham Yoffe e Israel Tal, invadieron la península del Sinaí defendida por 7 divisiones egipcias. Tal no encontró resistencia en el norte del Sinaí, y ocupó así la Franja de Gaza. Sin embargo, Sharon y Yoffe encontraron una fuerte resistencia por parte de las tropas del general Sa'di Nagib en Umm Qatef.
En el frente central, Israel tenía la esperanza de que la participación de Jordania en la guerra fuese solo testimonial y no llegase a producirse una confrontación real; sin embargo, esta esperanza se vio defraudada cuando las tropas jordanas lanzaron, alrededor de las 11:15 de la mañana, una serie de bombardeos sobre la parte israelí de Jerusalén y un ataque sobre algunos de los principales edificios, entre ellos, la Casa de Gobierno. A las 12:30 del mismo día, la fuerza aérea israelí atacó a la jordana, atrapándola en tierra y destruyéndola en gran medida.
En el frente norte, Siria usó su artillería ubicada en los Altos del Golán para bombardear los asentamientos israelíes de Galilea, mientras que la aviación israelí destruía más del 60 % de la fuerza aérea siria.

## 2.º día, 6 de junio: Captura de Um Qatef y Gaza, cerco de Jerusalén
En la mañana del 6 de junio, las divisiones de Sharon y Tal conquistaron Umm Qatef y El-Arish, mientras que Yoffe avanzó por el centro de la península del Sinaí en una carrera por ocupar los principales pasos antes que las tropas egipcias y lograr así su captura. En Gaza, por el contrario, tras cruentos combates que provocaron la mitad de las bajas israelíes en todo el frente sur, los principales centros de mando egipcios se rindieron, permitiendo a Israel ocupar totalmente la Franja.
La guerra alcanzó ese día también a las tropas de tierra de Israel en el frente central, que ocuparon Latrún, Ramala y Yenín, a la vez que se completaba el cerco de Jerusalén y las unidades de paracaidistas se preparaban para el asalto al centro histórico, la Ciudad Vieja. Las fuerzas aéreas israelíes realizaron ataques contra la base iraquí H-3, probablemente la última esperanza jordana de recibir cobertura aérea para el resto de la guerra.
En el norte, Siria continuó con sus ataques contra los núcleos israelíes, pero se negó a enviar tropas en auxilio de Jordania.

## 3.erdía, 7 de junio: Captura de Jerusalén

Las Fuerzas de Defensa de Israel ingresan a la Ciudad vieja de Jerusalén a través de la Puerta de los Leones. 7 de junio de 1967.

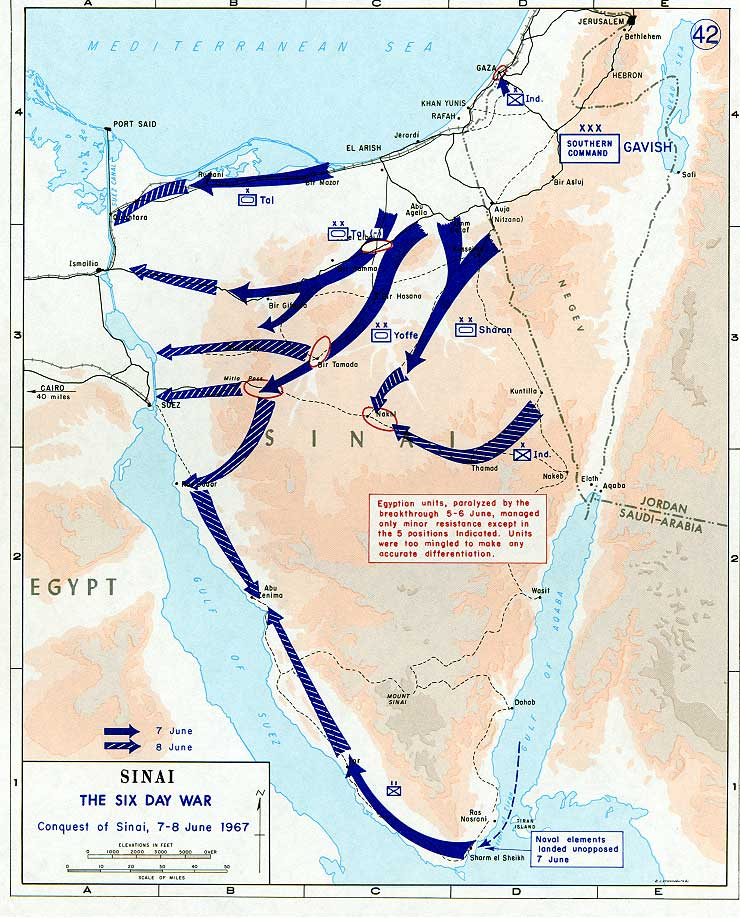
Invasión del Sinaí. 7-8 de junio

Con la captura de Sharm el-Sheij el 7 de junio por parte de unidades de la marina y de paracaidistas, Israel logró reabrir los estrechos de Tirán, e inmediatamente declaró un estatuto de agua internacional de libre paso para los barcos mercantes. Al mismo tiempo, las tres divisiones israelíes del frente sur apresuraron su marcha, y llegaron a alcanzar el canal de Suez. Al acabar el día, toda la península del Sinaí —excepto parte de la costa occidental— estaba bajo control israelí.
En el frente central se produjo uno de los hechos más significativos de toda la guerra, cuando la brigada de paracaidistas del general Mordechai Mota Gur ocupó la ciudad vieja de Jerusalén, incluyendo el Monte del Templo o Explanada de las Mezquitas. Asimismo, las divisiones israelíes en Cisjordania ocuparon Nablús y Hebrón, entre otras ciudades, llegando incluso a cruzar el río Jordán.

## 4.º día, 8 de junio: Ataque contra elLiberty, propuesta de tregua
El 8 de junio no se produjeron combates de importancia en ningún frente, destacando sólo la ocupación de algunas pequeñas localidades en Cisjordania y el Sinaí. Sin embargo, debido probablemente a un error de identificación, las fuerzas aéreas y navales de Israel atacaron el barco estadounidense Liberty, lo que provocó 34 muertos y 173 heridos. Las 13 comisiones oficiales de investigación (10 en Estados Unidos y 3 en Israel) han concluido que el ataque se debió a un error israelí, que presumiblemente lo confundió con un buque egipcio.[cita requerida]
Aun así, hay muchas indagaciones sobre la verdadera intención del ataque por parte de los propios militares involucrados en el incidente, así como otras teorías sobre la intencionalidad del ataque, como encubrir la ejecución de prisioneros de guerra egipcios por parte de Israel u ocultar los planes de invasión de los Altos del Golán.
El 8 de junio se realizó una propuesta de tregua que fue aceptada por Egipto pero no por Siria, lo que llevó a Israel a lanzar la campaña contra Siria de los días 9 y 10 de junio. A partir de este día, casi no hay actividad en los frentes sur y central de la guerra.

## 5.º día, 9 de junio: Altos del Golán

Batalla de los Altos del Golán, 9-10 de junio

Los falsos informes que emitía Egipto acerca de una aplastante victoria sobre el ejército israelí en todos los frentes y las previsiones de que la artillería egipcia pronto tendría a su alcance Tel Aviv influyeron en la disposición de Siria para entrar en la guerra. El ejército sirio comenzó a bombardear y llevar a cabo ataques aéreos en el norte de Israel. En cuanto la Fuerza Aérea Israelí completó su misión en Egipto, se dedicó a destruir a la sorprendida Fuerza Aérea de Siria. Así fue como Siria descubrió que las noticias que había oído de Egipto acerca de la supuesta destrucción casi total del ejército israelí eran evidentemente falsas. Durante la noche del 9 de junio, los ataques aéreos israelíes destruyeron las dos terceras partes de la Fuerza Aérea de Siria y obligaron a la tercera parte restante a retirarse a bases alejadas del frente, lo que impidió que participase en ninguna otra operación subsiguiente de la guerra.
Una amplia ofensiva siria fracasó rápidamente. Entre los varios problemas con los que se encontró Siria, estaba el de que sus carros de combate eran demasiado grandes para atravesar los puentes; por esta causa varios tanques sirios se hundieron en el río Jordán al intentar cruzarlo. La falta de comunicaciones por radio entre los carros y las unidades de infantería llevó a que estas ignorasen la orden de avanzar. Un informe del ejército sirio posterior a la guerra llegó a la siguiente conclusión: «Nuestras fuerzas no pasaron a la ofensiva, ya sea porque no llegaron, porque no estaban del todo preparadas o porque no podían encontrar refugio de los aviones del enemigo. Los reservistas no pudieron resistir los ataques aéreos; una vez dispersos, su moral se hundió». Asumiendo sus elevadas pérdidas, el ejército sirio emprendió la retirada la noche del 9 de junio.
El mando sirio abandonó la esperanza en el éxito de un ataque terrestre y en su lugar comenzó un intenso bombardeo de las ciudades y de los civiles israelíes del valle de Jule.
El ejército sirio se componía de unos setenta y cinco mil hombres agrupados en nueve brigadas, con el apoyo de una adecuada cantidad de artillería y blindados. Las fuerzas israelíes que se utilizaron en los combates constaban de dos brigadas (una blindada conducida por Albert Mandler, y la Brigada Golani) en la parte norte del frente, en Givat HaEm, y otras dos en el centro. Una de las ventajas que Israel poseía era la excelente labor de espionaje realizada para el Mosad por Eli Cohen (quien fue capturado y ejecutado en Siria en 1965) en relación con el despliegue sirio en los Altos del Golán. Siria había construido extensas fortificaciones defensivas de hasta quince kilómetros de ancho, comparables a la Línea Maginot francesa.
Sin embargo, las fuerzas sirias se mostraron incapaces de presentar una defensa eficaz, en gran parte porque los oficiales eran mediocres y maltrataban a sus soldados. A menudo los oficiales se retiraban para escapar del peligro, abandonando a sus hombres y dejándolos desconcertados e inoperantes. En la noche del 9 de junio, las cuatro brigadas israelíes habían quebrado las defensas de la meseta.
Al día siguiente, el 10 de junio, los grupos del centro y norte se unieron en un movimiento de pinza en la meseta, pero se encontraron con el territorio abandonado tras la huida de las fuerzas sirias. Varias unidades fueron reunidas por Elad Peled para subir al Golán desde el sur, para encontrar las posiciones enemigas prácticamente abandonadas. Durante el día, las unidades israelíes se detuvieron después de la obtención del campo de maniobra entre sus posiciones y una línea de colinas volcánicas en el poniente. En algunos lugares, las tropas israelíes avanzaron después de un acuerdo sobre un cese al fuego para ocupar posiciones estratégicas. Hacia el este, el terreno se presenta como una suave llanura en pendiente. Esta posición se convirtió en la línea de cese del fuego conocida como la «Línea Roja».

## 6.º día, 10 de junio
Ante la retirada de las tropas sirias, las divisiones israelíes pudieron avanzar en todo el frente y llegaron a ocupar la importante ciudad de Quneitra, y con el camino expedito hacia Damasco. Sin embargo, ante la inmensa presión diplomática, Israel aceptó un alto al fuego sugerido por el Consejo de Seguridad, con lo que terminó así la guerra.

## Consecuencias de la guerra

Israel y los territorios ocupados tras la guerra de los Seis Días

Israel finalizó la guerra de los Seis Días habiendo aumentado su territorio considerablemente, con la incorporación de los Altos del Golán, Cisjordania (incluyendo Jerusalén Oriental), la Franja de Gaza y la península del Sinaí. Desde el punto de vista militar, tras dos décadas de fragilidad estratégica, Israel obtuvo por primera vez en su historia profundidad territorial, que le concedería capacidad defensiva para mantener la artillería árabe lejos de las ciudades israelíes y evitar en adelante la obligación de realizar ataques preventivos ante cada amenaza, con el coste que ello supone a efectos de opinión pública. La situación dio por tanto un vuelco geoestratégico y ahora eran las capitales árabes (Amán, Damasco y El Cairo) las que quedaban al alcance de cualquier incursión rápida del Tzahal. Además de la expansión territorial y del «colchón» defensivo, Israel demostró en el plano psicológico a sus vecinos árabes su capacidad militar y su voluntad para utilizarla.
Pese a la euforia inicial, en el plano político la situación no fue tan favorable a Israel y la guerra afectó aún más al conflicto árabe-israelí. Los territorios conquistados fueron ofrecidos por Israel a cambio de una paz duradera, pero la oferta fue rechazada por los Estados árabes. Israel se convirtió entonces en potencia ocupante y permanente de una población árabe muy hostil, lo cual estimuló el nacionalismo palestino, se crearon nuevas amenazas internas en los territorios ocupados y se alejó toda perspectiva de una solución negociada a corto plazo.
Hubo otro efecto político muy importante y es el hecho de que el conflicto árabe-israelí quedó plenamente encajado en los esquemas de la Guerra Fría: la URSS, junto al bloque socialista, rompió relaciones diplomáticas con Israel, el cual se convirtió a los ojos de una buena parte de la opinión pública internacional en agresor y potencia ocupante, lo cual perjudicó gravemente su prestigio de pequeño país en lucha por su supervivencia.
Comenzó entonces un importante rechazo internacional ilustrado por las muchas resoluciones contrarias a Israel en la ONU. Para algunos autores, sin embargo, dicha respuesta internacional ha desembocado en la idealización y justificación incondicional de las acciones de sus enemigos, incluidos aquellos que practicaban el terrorismo, auspiciando el nacimiento de una nueva judeofobia, esta vez de cuño ideológico y centrado en el Estado judío.
Se suele coincidir en dos consecuencias fundamentales de la guerra de los Seis Días y de toda la campaña diplomática posterior, que fueron:
- Un giro en la percepción de Israel, que hasta entonces gozaba de la simpatía de la izquierda no comunista y en general de la opinión pública occidental.
- El surgimiento de un «nuevo antisemitismo» (o «nueva judeofobia») en Occidente, esta vez de raíz ideológica («no racista») invocando el «antisionismo» y el odio a Israel.[60]

Los países árabes se reunieron en Sudán y firmaron la resolución de Jartum que incluye los «tres noes» con respecto a las relaciones árabe-israelíes: no a la paz con Israel, no al reconocimiento del Estado de Israel, no a las negociaciones con Israel. 
La derrota sufrida por Egipto, Siria y Jordania fue considerada humillante en esos países,[cita requerida] que acusaron de intervenir a Estados Unidos y al Reino Unido, considerados supuestamente ajenos al conflicto o neutrales, para justificar el éxito de la operación Foco israelí. La derrota militar de Egipto y Siria produjo un gran malestar en el mundo árabe, lo que llevó a mantener los años siguientes una guerra de desgaste con Israel y, finalmente, a un ataque conjunto egipcio-sirio en la guerra de Yom Kipur que no alteró el mapa geopolítico establecido tras la guerra de los Seis Días.
Israel ofreció la paz de forma oficial ante la ONU el 8 de octubre de 1968, proponiendo volver a las líneas del armisticio de 1949 con un Estatus Especial para Jerusalén (Ciudad Unificada y Abierta), lo que desecha de plano la teoría de una guerra de expansión. La propuesta israelí era de 9 puntos.
Finalmente, Israel devolvió el Sinaí a Egipto como parte de los acuerdos de paz de Camp David en 1978, más o menos al mismo tiempo que concedía la ciudadanía israelí a los habitantes de Jerusalén Este y de los Altos del Golán, cuyos territorios se incorporaron administrativamente a Israel, si bien solo Jerusalén Oriental ha sido 'legalmente' anexionada (véase Ley de Jerusalén y Resoluciones 478 y 2334 del Consejo de Seguridad de la ONU). En agosto de 2005, durante el gobierno del primer ministro Ariel Sharón, Israel evacuó todos los asentamientos de la Franja de Gaza para ceder su control a la Autoridad Nacional Palestina (ANP), siguiendo su plan de retirada unilateral israelí.
Algunos análisis consideran que la victoria de Israel y su conquista de nuevos territorios terminó con el optimismo anticolonialista surgido en esa misma década a partir de las independencias de países africanos del dominio europeo; de igual forma determina el cambio de postura de Francia (bajo el mando de De Gaulle), antiguo aliado y proveedor de armas de Israel, quien a partir de este momento despliega una política favorable a las naciones árabes de la región.